# Bruno Cortez
Bruno Cortez, född 11 mars 1987, är en brasiliansk fotbollsspelare som spelar för Grêmio.
Bruno Cortez spelade 1 landskamp för det brasilianska landslaget.